# Monte Sagro
Pour les articles homonymes, voir Sagro (homonymie).
Le Monte Sagro est une montagne des Alpes apuanes située en Toscane (Italie).